# Rhododendron bellissimum
Rhododendron bellissimum är en ljungväxtart som beskrevs av D. F. Chamberlain. Rhododendron bellissimum ingår i släktet rododendron, och familjen ljungväxter. Inga underarter finns listade i Catalogue of Life.